# Borusów (przystanek kolejowy)
Borusów (ukr. Борусів, ros. Борусов) – przystanek kolejowy w miejscowości Borusów, w rejonie stryjskim, w obwodzie lwowskim, na Ukrainie. Położony jest na linii Lwów – Czerniowce.